# 拉克斯黑文 (印地安納州)
拉克斯黑文（英語：Luxhaven）是位於美國印地安納州漢密爾頓縣的一個非建制地區。該地的面積和人口皆未知。